# أرخبيل

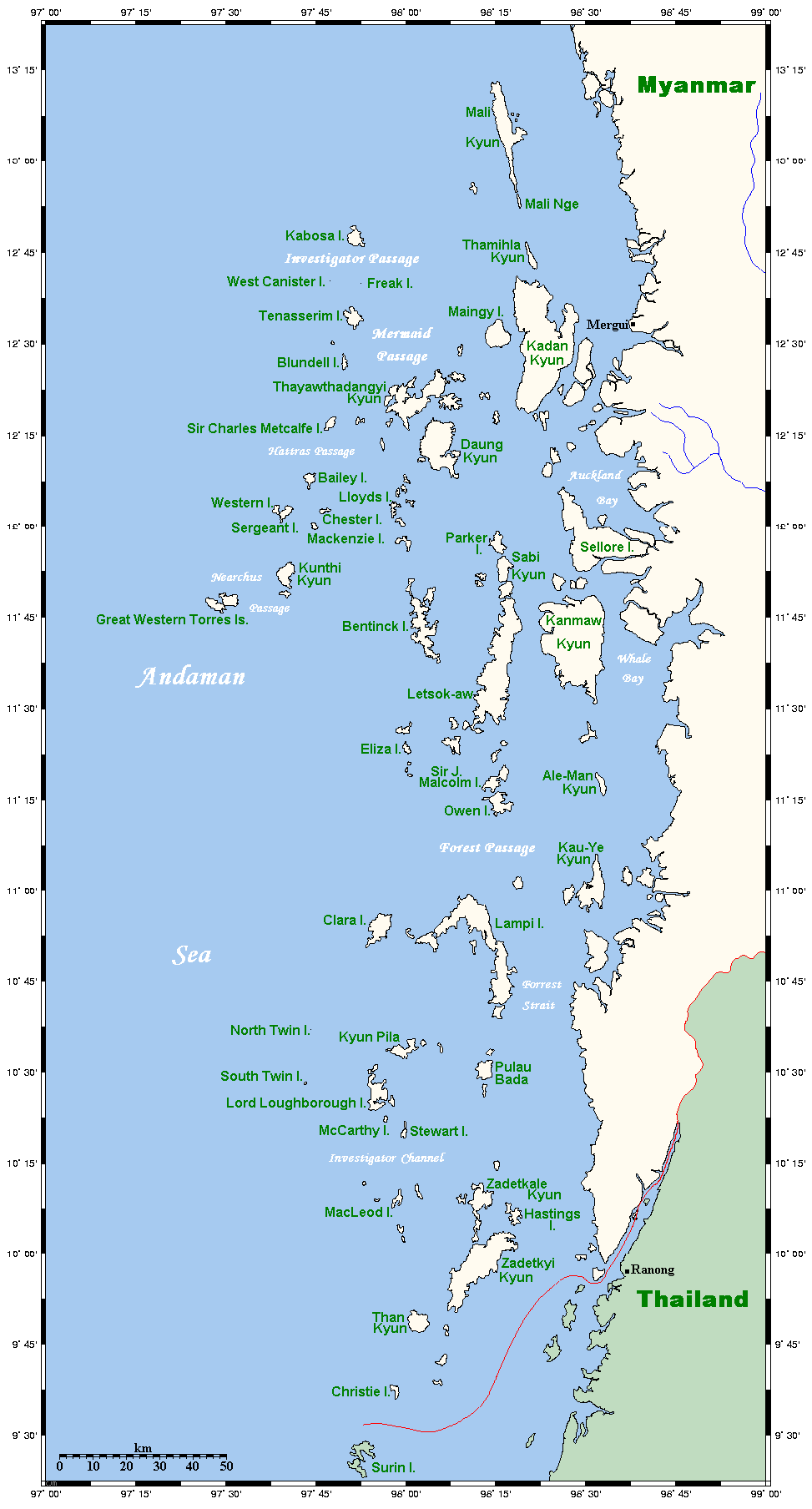
أرخبيل الميرغي

الأرخبيل هو أحد أشكال سطح الأرض والذي يرمز لأي مجموعة متقاربة ومتجاورة من الجزر. تتأصل هذه الكلمة من الكلمة اليونانية: أَرْخِيپِيلاَگُوسْ αρχιπέλαγος، والتي تعني البحر الرئيسي، وهو الاسم التاريخي لبحر إيجة. يعتقد أنّ التسمية اشتقت من ذاك البحر بالذات لامتلائه بالجزر المتقاربة المتجاورة وأكبر أرخبيل في العالم هو الأرخبيل الإندونيسي.

## أنواع الأرخبيلات

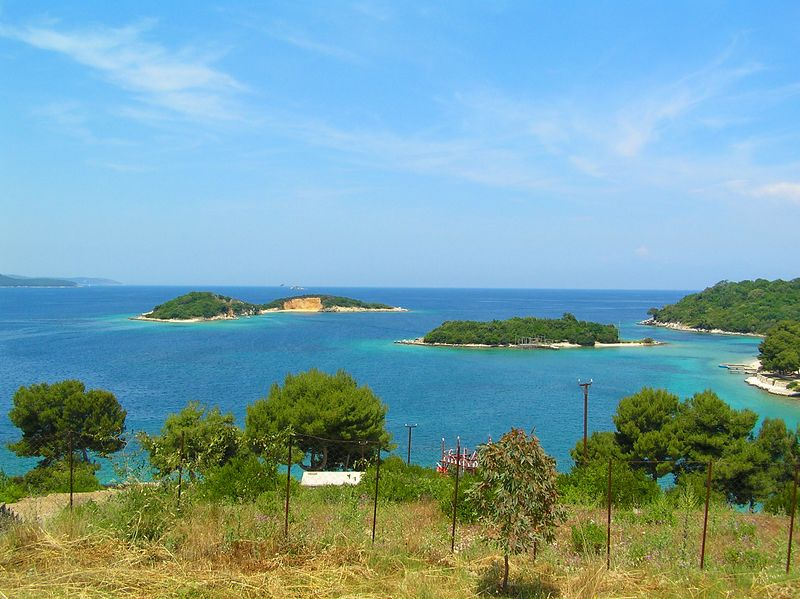
أرخبيل كساميل في ألبانيا

غالبا ما تكون الأرخبيلات بركانية وتتكون غالبا فوق الحيود البحرية والبقع الساخنة ويتكون بعضها الآخر من التحات (تآكل) أو الترسب.
على سبيل المثال، اسكتلندا لديها أكثر من 700 من الجزر المحيطة بها والتي تشكل الأرخبيل. الجزر غالبا ما تنشأ من التكون البركاني، والتشكيل على طول أقواس الجزر الناتجة عن مناطق الاندساس أو النقاط الساخنة، ولكن قد يكون أيضا نتيجة لتآكل أو الترسيب، وارتفاع اليابسة. حسب المنشأ الجيولوجي، والجزر يمكن أن يشار إليها باسم الجزر المحيطية، شظايا القارية، والجزر القارية. الجزر المحيطية هي أساسا من أصل بركاني. أما الشظايا القارية تتوافق مع الكتل الأرضية التي فصلت من الكتلة القارية بسبب التهجير التكتوني وحركة الطبقة الصخرية، وأخيراً الجزر القارية وهي مجموعات من الجزر تشكلت وتعتبر على مقربة من سواحل قارة وقد تشكلت من نفس هذه القارة.
والجزر الرئيسية الخمسة هي إندونيسيا، اليابان، والفلبين، نيوزيلندا، والجزر البريطانية. تشمل الجزر الأخرى المعروفة جزر البهاما، اليونان، هاواي، ومدينة نيويورك. أكبر دولة أرخبيل في العالم، من حيث المساحة وعدد السكان، إندونيسيا. وأرخبيل مع معظم الجزر هو السويدية الساحل الشرقي أرخبيل، الذي يحتوي على ستوكهولم أرخبيل، الذي، بدوره، يربط ثاني أكبر أرخبيل في العالم وبحر الأرخبيل في فنلندا.

## الأمثلة
على سبيل المثال، اسكتلندا لديها أكثر من 700 الجزر المحيطة بها البر والتي تشكل الأرخبيل.

## التشريعات الدولية للأرخبيلات
قد اعتمدت الدولة نص تشريعي يحدد صراحة هذه المياه، فضلاً عن حالة archipelágica إقليم الجزيرة.
ولكن ليس الأمر كذلك إلى الجزر الأرخبيلية التي تشكل جزءاً من بلد قاري (حالات ماديرا وجزر الأزور في البرتغال، أو جزر الكناري) في إسبانيا. بهذه الطريقة، ووفقا لمختلف المعاهدات الدولية كمجموعة من الجزر والمياه المحيطة بها، بالاعتماد على تعريفات هندسية لحدودها البحرية. وبصفة عامة، تحترم الدول الأرخبيلية يكونون ضمناً هذا المعيار، في حين شعبية معنى المشار إليه في الفقرة الأولى من هذه الصفحة، يتم تعريف أرخبيل.

## الوطن العربي
- مملكة البحرين
- سقطرى
- قرقنة
- جزر فرسان

## باقي العالم
- أرخبيل ستوكهولم، السويد، واحدة من الأكثر عددًا.
- الأرخبيل البحر، بين السويد وفنلندا.
- جزر فوكلاند في المحيط الأطلسي، في الأرجنتين.
- أرخبيل سان بيدرو وسان بابلو في البرازيل.
- فرناندو دي نورونها، البرازيل.
- أرخبيل شيلوي، في شيلي.
- أرخبيل تشونوس في شيلي
- أرخبيل خوان فيرنانديز في شيلي.
- جرس الأرخبيل، شيلي.
- أرخبيل جوايانيكو في شيلي.
- أرخبيل ويلينغتون، في شيلي.
- أرخبيل سان أندريس وبروفيدنسيا وسانتا كاتالينا، في كولومبيا.
- أرخبيل سان برناردو، في كولومبيا.
- جزر غالاباغوسفي إكوادور.
- جزر البليار، إسبانيا.
- جزر الكناري في إسبانيا.
- جزر هاواي، الواقعة في المحيط الهادئ الشمالي، الولايات المتحدة.
- أرخبيل سفالبارد، في النرويج.
- أرخبيل سان بلاس، في بنما.
- أرخبيل جزر الأزور في البرتغال.
- أرخبيل ماديرافي البرتغال.
- أرخبيل ستوكهولم، السويد.
- أرخبيل Nordenskiöld في روسيا.
- الطيور الأرخبيل في فنزويلا.
- أرخبيل لوس Frailes، فنزويلا.
- أرخبيل الرهبان في فنزويلا.
- أرخبيل لوس Roques، في فنزويلا.
- أرخبيل الشهود، في فنزويلا.
- جزر سقطرى، اليمن
- أرض النار الأرجنتين
- تشوشان الصين
- ارخبيل بسمارك بابوا غينيا الجديدة
- أرخبيل سولو الفلبين
- أرخبيل لوسيادى (Louisiade ) بابوا غينيا الجديدة
- أرخبيل بالمر القطب الجنوبى
- أرخبيل سومى (Ōsumi ) اليابان
- أرخبيل ألكسندر ألاسكا الولايات المتحدة
- أندونسيا
- أرخبيل القطب الشمالي ( جزر، كندا)
- أرخبيل ميرغوى بحر اندمان
- أرخبيل توياماتو بولينيزيا الفرنسية
- أرخبيل تشاغوس المحيط الهندى
- سان بيير وميكلون أمريكا الشمالية
- أرخبيل تسوشيما اليابان
- أرخبيل جزر ريوكيو اليابان
- أرخبيل سفنايا زيمليا روسيا
- جزر ألاند فنلندا
- أرخبيل أرض فرانز جوزيف روسيا
- أرخبيل باجاي إندونسيا
- جزر أمساكا اليابان
- أرخبيل جزر ايزو اليابان
- هيدا غويى كندا
- أرخبيل ريفلاجيجيدو المكسيك
- أخبيل جزر البركان اليابان
- جزر أرخبيل باري، نونافوت كندا
- جزر القمر
- أرخبيل نتوء أستونيا
- أرخبيل الملايو غينيا الجديدة
- أرخبيل جزر كارولين المحيط الهادئ
- جزر كروزيه المحيط الهندى
- أرخبيل جزر كمبرلاند أستراليا
- أرخبيل جزر ألوشيان الولايات المتحدة الأمريكية
- أرخبيل مارياس المكسيك
- أرخبيل جزر لوس غينيا
- أرخبيل جزر جامبير بولينيزيا الفرنسية
- أرخبيل جزر المجتمع بولينيزيا الفرنسية

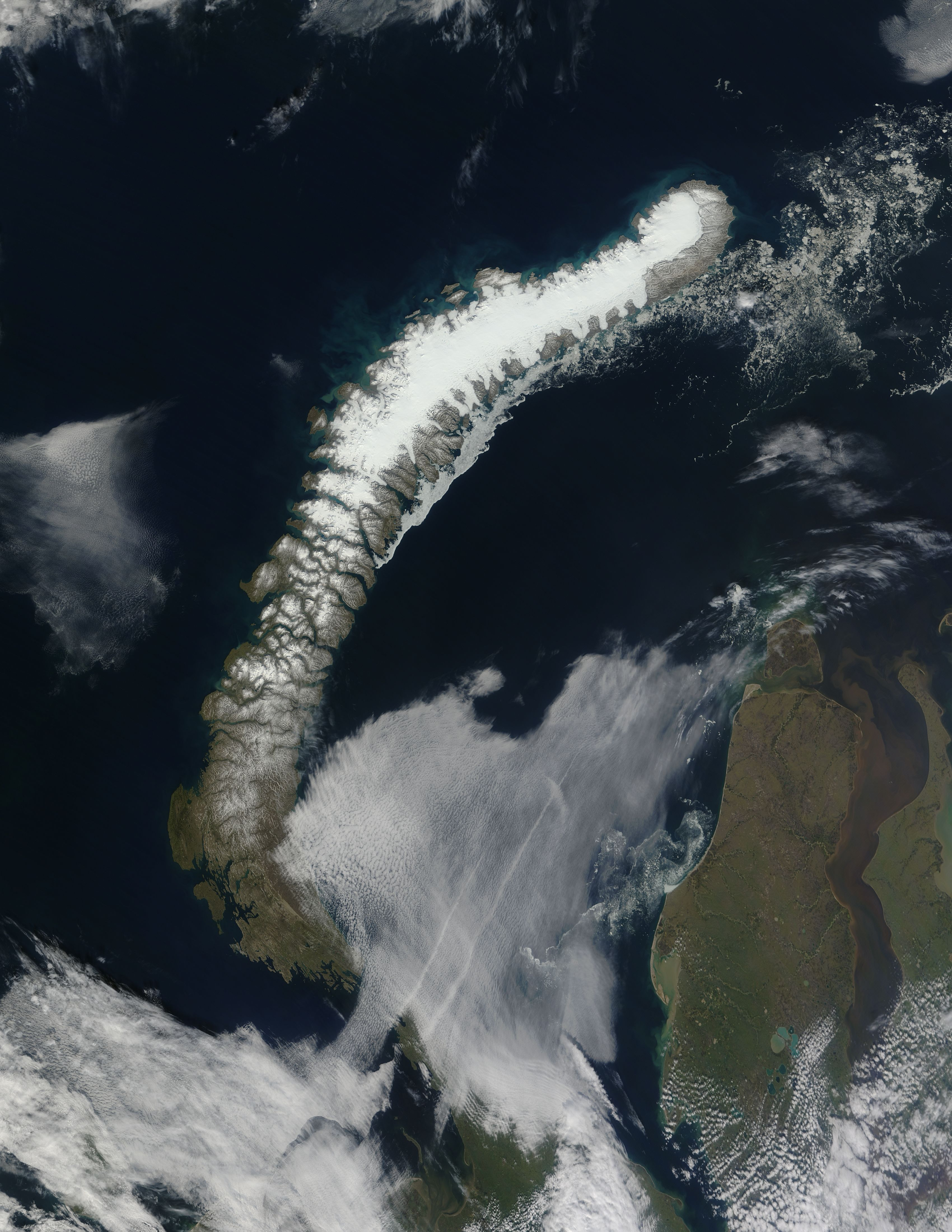
Novaya Zemlya archipelago

- أرخبيل جزر بنغهو تايوان
- أرخبيل جزر& nbsp;سفيردروب، كندا
- أرخبيل جزر  ريالتو، إيطاليا
- أرخبيل جزر البليار إسبانيا
- أرخبيل& nbsp;غوت اليابان